# In the End (Kat DeLuna)
In the End è un singolo della cantante statunitense-dominicana Kat DeLuna, pubblicato nel 2008 ed estratto dall'album 9 Lives.

## Tracce
- Download digitale

1. In the End – 3:24